# Angela Drechsler
Angela Drechsler (9. November 1883 in Lichtewerden – 21. Mai 1961 in Bischofsmais) war eine deutsche Heimatforscherin und Musiklehrerin. 

## Leben
Angela Drechsler wurde in Lichtewerden geboren und studierte das Klavierspiel in Wien. Zwischen 1904 und 1940 arbeitete sie als Klavierspiellehrerin in Olmütz. Neben ihrer Arbeit beschäftigte sie sich mit Musikkritik und Heimatforschung. Drechsler veröffentlichte ein Buch über die Geschichte der Dörfer in Gesenke. Im Jahr 1946 wurde sie nach Deutschland vertrieben. Nach der Vertreibung lebte und starb sie in Bischofsmais.

## Werke (Auswahl)
- Altvaterland: Urkundenregesten und zusammenfassende Gedanken über die Dorfverhältnisse im Neisser Fürstentum, österr. Anteil, heute Bezirk Freiwaldau, Schlesien. (2 Bände)